# Fernsehsender Monschau
Der Fernsehsender Monschau oder auch Fernmeldeturm Lammersdorf steht bei Lammersdorf in der Gemeinde Simmerath in der Städteregion Aachen. Es handelt sich um einen Fernmeldeturm in Stahlfachwerkbauweise. Vor der Umstellung auf DVB-T wurde von hier aus die Nordwesteifel, teilweise Aachen und die angrenzende Deutschsprachige Gemeinschaft Belgiens mit dem ZDF und WDR Fernsehen versorgt. Trotz der niedrigen Bauhöhe hatte er aufgrund seiner Lage auf einem Berg mit einer Höhe von 648 m ü. NN eine große Reichweite. Mit der Einführung von DVB-T in der Region Aachen am 20. November 2007 wurden die Fernsehsender außer Betrieb genommen. Vier Tage später wurde die Turmspitze mit der Sendeantenne demontiert. Die Übertragung von DVB-T/T2-Programmen ist in diesem Teil der Eifel nicht geplant. Der Turm trägt nun nur noch Richtfunkantennen, Mobilfunkantennen sowie UKW-Antennen zur Verbreitung des lokalen Radiosenders Antenne AC.
Am 6. September 2013 wurde der Sendeturm aufgestockt. Der genaue Grund für die Aufstockung sowie die aktuelle Gesamthöhe sind nicht bekannt. Bis dahin betrug die Gesamthöhe 66 Meter.
Betreiber und Eigentümer der Anlage ist die Deutsche Funkturm (DFMG), eine Tochtergesellschaft der Deutschen Telekom mit Sitz in Münster.

## Frequenzen und Programme

### Analoger Hörfunk (UKW)
| Frequenz (MHz) | Programm   | RDS PS   | RDS PI | ERP (kW) | Antennendiagramm rund (ND)/gerichtet (D) | Polarisation horizontal (H)/vertikal (V) |
| -------------- | ---------- | -------- | ------ | -------- | ---------------------------------------- | ---------------------------------------- |
| 97,2           | Antenne AC | Antenne_ | D098   | 0,05     | D (110–180°)                             | H                                        |

### Analoges Fernsehen (PAL)
Vor der Umstellung auf DVB-T wurden folgende Fernsehprogramme im analogen PAL-Standard ausgestrahlt:
| Kanal | Frequenz (MHz) | Programm   | ERP (kW) | Antennendiagramm rund (ND)/ gerichtet (D) | Polarisation horizontal (H)/ vertikal (V) |
| ----- | -------------- | ---------- | -------- | ----------------------------------------- | ----------------------------------------- |
| 21    | 471,25         | ZDF        | 220      | D                                         | H                                         |
| 50    | 703,25         | WDR Aachen | 330      | D                                         | H                                         |